# 乙酰丙酮
乙酰丙酮是一种有机化合物，缩写Hacac，其标准命名为2,4-戊二酮。它是一个双齿配体，并且在杂环化合物的合成中有很多用处。
乙酰丙酮具有烯醇和酮的互变异构：

## 制备
乙酰丙酮可由三氟化硼存在下，丙酮被乙酸酐酰化制得。
(CH3CO)2O + CH3C(O)CH3 → CH3C(O)CH2C(O)CH3
也可由丙酮和乙酸乙酯缩合制得。
NaOEt + EtO2CCH3 + CH3C(O)CH3 → NaCH3C(O)CHC(O)CH3 + 2 EtOH
NaCH3C(O)CHC(O)CH3 + HCl → CH3C(O)CH2C(O)CH3 + NaCl

## 性质
乙酰丙酮具有弱酸性，pKa为8.94，可以和金属的氢氧化物反应，形成乙酰丙酮盐。